# Schonstett
Schonstett é um município da Alemanha, situado no distrito de Rosenheim, no estado da Baviera. Tem 13,60 km² de área, e sua população em 2019 foi estimada em 1.369 habitantes.